# Chios flygplats
Chios flygplats är en flygplats i Grekland.   Den ligger i prefekturen Chios och regionen Nordegeiska öarna, i den östra delen av landet, 210 km öster om huvudstaden Aten. Chios flygplats ligger 4 meter över havet. Den ligger på ön Chios.